# 데스위시 더 게임
데스위시 더 게임(Survive the Game)은 미국에서 제작된 제임스 컬렌 브레삭 감독의 2021년 액션, 스릴러 영화이다. 브루스 윌리스 등이 주연으로 출연하였다.

## 출연

### 주연
- 브루스 윌리스
- 채드 마이클 머레이